# 羅東熙
羅 東熙（ラ・ドンヒ、朝鮮語: 라동희、1935年 - ）は、朝鮮民主主義人民共和国の政治家。陸海運相、交通委員会海運総局副総局長などを歴任した。

## 経歴
1935年に生まれた。出生地は不明。1980年1月に政務院陸海運部副部長に任命され、1987年2月に政務院交通委員会海運総局副総局長に転じた。1999年2月には陸海運省参謀長に任命され、2002年5月2日にチャン・ドゥック・ルオンベトナム社会主義共和国主席が訪朝し、金永南最高人民会議常任委員会委員長と会談した際に同席した。2007年7月に陸海運相に任命され、10月2日に韓国の盧武鉉大統領が訪朝し、金永南最高人民会議常任委員長と万寿台議事堂で会談した際にも同席した。
2009年3月9日に実施された最高人民会議第12期代議員選挙で代議員に選出され、4月9日に開催された最高人民会議第12期第1回会議で陸海運相に再任されたが、2012年5月に陸海運相を解任された。

## 参考サイト
- 북한정보포털

| 先代金英逸 | 陸海運相2007年 - 2012年 | 次代姜宗官 |